# Antonio Drove
Antonio Drove, né le 1er novembre 1942 à Madrid et mort à 23 septembre 2005 à Paris, est un réalisateur, scénariste, acteur espagnol,.

## Biographie
Fils du catalan Antonio Drove Costa et d'Elena Shaw Schneider, Antonio Drove Fernández-Shaw commence des études d'ingénieur industriel qu'il abandonne pour se consacrer au cinéma et s'inscrit à l'Escuela Oficial de Cine (es). Il fait partie de l'école Argüelles, avec Luis Revenga (es), Antonio Franco Estadella (es), José María Carreño, Miguel Marías et Manolo Marinero, qui se rencontrent à la fin des années 1960 à la cafétéria La Verdad et dans les cinémas de ce quartier. L'écrivain Antonio Martínez Sarrión le définit ainsi : « Le funambule, l'illusionniste, le Fregoli du groupe était Drove, personnification de l'art noble et ancien d'inventer le divertissement ». Il éprouvait de la vénération pour John Ford et Nicholas Ray.
Il a également écrit pour les revues Nuestro cine et El Mundo. Il a également réalisé un documentaire sur Luis Buñuel. Sa première œuvre, le moyen métrage de 36 minutes La caza de brujas (1967), fut interdite par la censure pendant 11 ans. Il a également travaillé pour la télévision, où il a réalisé des épisodes de séries emblématiques telles que Curro Jiménez (es) ou La huella del crimen (es).

## Filmographie

### Réalisateur de cinéma
- 1966 : La primera comunión (court métrage)
- 1967 : La caza de brujas (moyen métrage de 36')
- 1974 : Tocata y fuga de Lolita (es)
- 1975 : Mi mujer es muy decente, dentro de lo que cabe (es)
- 1976 : Nosotros que fuimos tan felices
- 1980 : L'Affaire Savolta (La verdad sobre el caso Savolta)
- 1988 : Fatale Obsession (El túnel)

### Réalisateur de télévision
- 1974 : Los pintores del Prado
- 1977 : Curro Jiménez (es) (3 épisodes)
- 1989 : Eurocops (2 épisodes)
- 1991 : La huella del crimen (es) 2: El crimen de Don Benito
- 1992 : Crónicas del mal: Su juguete favorito

## Publication
- Tiempo de vivir, tiempo de revivir: Conversaciones con Douglas Sirk